# Master of Puppets
A Master Of Puppets a Metallica együttes harmadik stúdióalbuma, a thrash metal történetének egyik legfontosabb lemeze. Az előző albumhoz képest hosszabb és komplexebb dalokat írtak, melyeknek átlaghossza 6 perc körül van.
A szövegek a személyes függetlenség elvesztéséről, elvételéről szólnak, persze többfajta értelmezésben. Így az album címét adó "Master of Puppets" a drogfüggőségről szól, de hasonlóan a Slayer Angel of Death-jéhez, ezt a szöveget is sokan félreértelmezték, és támadások célpontjává vált. Az okok hasonlóak, mint a Slayer-dalnál, a szöveg nem mondja ki egyértelműen a tárgyáról, hogy az rossz.
2006-ban, a Kerrang magazin az újság elindulásának 25., illetve a lemez kiadásának 20. évfordulójára megjelentetett egy METALLICA – Kerrang! Remastered (Master Of Puppets Revisited) című lemezt a magazin ingyenes mellékleteként, amelyre ismert mai zenekarok (többek között a Machine Head, a Trivium, vagy a Bullet For My Valentine) játszották fel a számokat abban a sorrendben, ahogy az az eredeti lemezen volt. Minden zenekar külön kapott egy számot, nem közösen készültek a felvételek.
A lemezt 2017-ben a Rolling Stone magazin Minden idők 100 legjobb metalalbuma listáján a 2. helyre rangsorolta. Az album szerepel az 1001 lemez, amit hallanod kell, mielőtt meghalsz című könyvben.

## Az album dalai
Az összes dalszöveg szerzője James Hetfield. 
|    | Cím                          | Zene                                         | Hossz |
| -- | ---------------------------- | -------------------------------------------- | ----- |
| 1. | Battery                      | James Hetfield, Lars Ulrich                  | 5:11  |
| 2. | Master of Puppets            | Hetfield, Ulrich, Kirk Hammett, Cliff Burton | 8:34  |
| 3. | The Thing That Should Not Be | Hetfield, Ulrich, Hammett                    | 6:35  |
| 4. | Welcome Home (Sanitarium)    | Hetfield, Ulrich, Hammett                    | 6:26  |
| 5. | Disposable Heroes            | Hetfield, Ulrich, Hammett                    | 8:16  |
| 6. | Leper Messiah                | Hetfield, Ulrich                             | 5:38  |
| 7. | Orion (Instrumentális)       | Hetfield, Ulrich, Burton                     | 8:25  |
| 8. | Damage, Inc.                 | Hetfield, Ulrich, Hammett, Burton            | 5:30  |

- Dave Mustaine (Megadeth) több interjúban is megemlítette, hogy ezekben a dalokban az ő riffjeit is felhasználták, de ezt az állítását Hammett egy 2006. januári Guitar World számban tagadta.
- Hasonló vád korábbi albumok kapcsán is érte Kirk Hammettet a gitárszólókkal kapcsolatban. Ő azt állította (egy 90-es évekbeli Metal Hammer-interjúban), hogy Ulrich instrukciója alapján a szólókat a Mustaine által megálmodott hangokkal kezdte, azonban a folytatás a saját művészete.

## Közreműködők
- James Hetfield – gitár, ének
- Lars Ulrich – dob
- Cliff Burton – basszusgitár
- Kirk Hammett – gitár (szólók)
- Flemming Rasmussen – producer